# Graham Linehan
Graham Linehan (ur. 22 maja 1968) – irlandzki scenarzysta, reżyser i aktor telewizyjny. Niemal całe swoje zawodowe życie spędził w Wielkiej Brytanii, gdzie współtworzył kilka popularnych seriali komediowych. W Polsce najlepiej znanym spośród nich są Technicy-magicy (The IT Crowd).

## Kariera
Linehan zakończył edukację na katolickiej szkole średniej, po czym podjął pracę jako dziennikarz magazynu Hot Press, poświęconego muzyce rockowej. Tam poznał Arthura Mathewsa, wraz z którym wkrótce później wyjechał do Londynu, gdzie stworzyli duet scenarzystów pisujących dla różnych telewizyjnych programów i seriali komediowych, m.in. Fast Show czy Alan Smith and Jones. W 1995 wyemitowano pierwszą serię serialu Ojciec Ted, który był pierwszym projektem stworzonym w całości przez Linehana i Matthewsa. Wyprodukowany dla telewizji Channel 4 serial, opowiadający o perypetiach księży i wiernych w pewnej parafii katolickiej na irlandzkiej prowincji, spotkał się z bardzo ciepłym przyjęciem widzów i krytyki. Doczekał się łącznie trzech serii, z których ostatnia była emitowana wiosną 1998 roku.
Kolejnym przedsięwzięciem obu autorów był serial Big Train, będący zbiorem skeczy ich autorstwa. Linehan wycofał się z tego projektu po pierwszej serii. Matthews napisał serię drugą sam, po czym serial został zakończony. Tymczasem Linehan nawiązał współpracę z innym Irlandczykiem, komikiem Dylanem Moranem. Wspólnie stworzyli serial Księgarnia Black Books (2000–2004), w którym dodatkowo Moran zagrał główną rolę. We wszystkich tych trzech serialach Linehan był nie tylko współscenarzystą, lecz także reżyserem części odcinków.
W roku 2006 Channel 4 rozpoczął emisję serialu Technicy-magicy, będącego całkowicie autorskim dziełem Linehana, który jest jego jedynym scenarzystą i reżyserem. Jak mówił w wywiadach, jego zamysłem przy tej produkcji było odejście od stylistyki mockumentary, która zdominowała w ostatnich latach brytyjską komedię telewizyjną za sprawą takich twórców jak Ricky Gervais, i powrót do klasycznego sitcomu, nagrywanego przed żywą publicznością. Dotychczas zrealizowano trzy serie, zaś w roku 2010 ma zostać wyemitowana czwarta. Serial dotarł również do Polski, gdzie był pokazywany przez TVP2, a później także Comedy Central Polska.